# António Mendonça
António Mendonça (* 2. Dezember 1995) ist ein Leichtathlet aus Osttimor. Er war einer von zwei osttimoresischen Athleten bei den Sommer-Paralympics 2016 in Rio de Janeiro.
Mendonça nahm in der Disziplin 400m - T45/46/47 der Männer teil. In seinem Vorrundenlauf war er der letzte von sechs Startern mit einer Zeit von 1:06,87 und damit auch der langsamste aller gestarteten Läufer in dieser Disziplin.